# Ordre militaire de San Mateo
L'Ordre militaire de San Mateo (en espagnol : Orden Militar de San Mateo est un ordre honorifique de Colombie. L’Ordre a été créé par la loi n°40 de 1913 et modifié par le décret n°349 du 25 mars 1914. C’est la plus haute distinction de Colombie, nommée d’après la bataille de San Mateo pendant les guerres d'indépendance hispano-américaines. Il honore particulièrement le sacrifice du capitaine Antonio Ricaurte, qui s’est sacrifié pendant la bataille. Le décret n°349 du 25 mars 1914 a été signé par le Président Dr. Carlos Eugenio Restrepo pour le centenaire de la mort au combat de Ricaurte. L’ordre récompense le personnel militaire pour des actes de bravoure exceptionnelle en temps de guerre, en particulier une guerre pour défendre la Colombie. Il n’est pas décerné pour une guerre civile, des troubles internes ou des conflits internationaux. 

## Insignes
L’insignes de l’Ordre est une croix de Malte bleu foncé avec des boules aux pointes, cerclée d’or, d’argent ou de fer selon la classe (voir ci-dessous) et reposant sur une couronne de laurier émaillée de vert. Le médaillon central est rond et violet. Il porte le buste du capitaine Antonio Ricaurte entouré d’une bande portant l’inscription « Ricaurte » au-dessus et « 1814 - 1914 » en dessous. Le médaillon du revers est blanc, cerclé d’or, d’argent ou de fer selon la classe, et porte l’inscription « Colombia - Orden Militar de San Mateo - 1ra (ou 2do ou 3ca) clase ». 
La croix de Malte est suspendue par un anneau à un ruban qui est à moitié jaune (à gauche) et à moitié à bandes égales de bleu et de rouge (à droite), avec un cadre ouvert (en or, en argent ou en fer) au sommet du ruban. 

## Grades
L’Ordre militaire de San Mateo existe en 3 classes : 
- 1ère classe : croix bleu foncé avec bord or brillant, fleurons et buste ;
- 2e classe : croix bleu foncé avec bord en argent poli, fleurons et buste ;
- 3ème classe : Croix en fer poli sans émail.